# Armenië op de Olympische Zomerspelen 2024
Armenië nam deel aan de Olympische Zomerspelen 2024 in Parijs, Frankrijk.

## Medailleoverzicht
| Medaille | Naam             | Sport         | Onderdeel                        | Datum            |
| -------- | ---------------- | ------------- | -------------------------------- | ---------------- |
| Zilver   | Artur Davtyanl   | Gymnastiek    | Sprong (m)                       | 4 augustus 2024  |
| Zilver   | Artur Aleksanyan | Worstelen     | Grieks Romeins Zwaar -97 kg (m)  | 7 augustus 2024  |
| Zilver   | Varazdat Lalayan | Gewichtheffen | Superzwaar +102 kg (m)           | 11 augustus 2024 |
|          |                  |               |                                  |                  |
| Brons    | Malkhas Amoyan   | Worstelen     | Grieks Romeins Welter -77 kg (m) | 7 augustus 2024  |

## Aantal deelnemers
Hieronder volgt een overzicht van de atleten die zich kwalificeerden voor de Olympische Zomerspelen van 2024.
| Sport         | Mannen | Vrouwen | Totaal |
| ------------- | ------ | ------- | ------ |
| Atletiek      | 1      | 0       | 1      |
| Boksen        | 1      | 0       | 1      |
| Gewichtheffen | 3      | 0       | 3      |
| Gymnastiek    | 2      | 0       | 2      |
| Schietsport   | 0      | 1       | 1      |
| Worstelen     | 5      | 0       | 5      |
| Zwemmen       | 1      | 1       | 2      |
| Totaal        | 13     | 2       | 15     |

## Deelnemers en resultaten

### Atletiek

#### Loopnummers
Mannen
| atleet            | onderdeel | series     | series | herkansingen | herkansingen | halve finale   | halve finale   | finale         | finale         |
| atleet            | onderdeel | tijd       | rang   | tijd         | rang         | tijd           | rang           | tijd           | rang           |
| ----------------- | --------- | ---------- | ------ | ------------ | ------------ | -------------- | -------------- | -------------- | -------------- |
| Yervand Mkrtchyan | 800 m     | 1.49,91 NR | 9 H    | 1.50,07      | 8            | niet geplaatst | niet geplaatst | niet geplaatst | niet geplaatst |

### Boksen
Mannen
| atleet         | onderdeel         | eerste ronde         | tweede ronde         | kwartfinale          | halve finale         | finale               | rang           |
| atleet         | onderdeel         | tegenstander uitslag | tegenstander uitslag | tegenstander uitslag | tegenstander uitslag | tegenstander uitslag | rang           |
| -------------- | ----------------- | -------------------- | -------------------- | -------------------- | -------------------- | -------------------- | -------------- |
| Davit Chaloyan | superzwaargewicht | n.v.t.               | Orie W 3 - 2         | Ghadfa V 0 - 5       | niet geplaatst       | niet geplaatst       | niet geplaatst |

### Gewichtheffen
Mannen
| atleet              | onderdeel | trekken | trekken | stoten | stoten | totaal | rang   |
| atleet              | onderdeel | score   | rang    | score  | rang   | totaal | rang   |
| ------------------- | --------- | ------- | ------- | ------ | ------ | ------ | ------ |
| Andranik Karapetyan | -89 kg    | 170     | 5       | 200    | 7      | 370    | 7      |
| Garik Karapetyan    | -102 kg   | 186     | 2       | 212    | 5      | 398    | 4      |
| Varazdat Lalayan    | +102 kg   | 215     | 3       | 252    | 2      | 467    | Zilver |

### Gymnastiek

#### Turnen
Mannen
Artur Davtyan wist zich te kwalificeren voor de Spelen, dankzij de hoogste plaats in de uitgezuiverde (zonder atleten die reeds gekwalificeerd waren als team) ranking van de meerkampcompetitie tijdens de Wereldkampioenschappen turnen 2023 in Antwerpen, België. 
| atleet         | onderdeel | kwalificatie | kwalificatie | kwalificatie | kwalificatie | kwalificatie | kwalificatie | kwalificatie | kwalificatie | finale  | finale  | finale  | finale  | finale  | finale  | finale | finale  |
| atleet         | onderdeel | toestel      | toestel      | toestel      | toestel      | toestel      | toestel      | totaal       | positie      | toestel | toestel | toestel | toestel | toestel | toestel | totaal | positie |
| atleet         | onderdeel | vloer        | voltige      | ringen       | sprong       | brug         | rekstok      | totaal       | positie      | vloer   | voltige | ringen  | sprong  | brug    | rekstok | totaal | positie |
| -------------- | --------- | ------------ | ------------ | ------------ | ------------ | ------------ | ------------ | ------------ | ------------ | ------- | ------- | ------- | ------- | ------- | ------- | ------ | ------- |
| Artur Davtyan  | sprong    | n.v.t.       | n.v.t.       | n.v.t.       | 14,666       | n.v.t.       | n.v.t.       | n.v.t.       | 7 Q          | n.v.t.  | n.v.t.  | n.v.t.  | 14,966  | n.v.t.  | n.v.t.  | n.v.t. | Zilver  |
| Vahagn Davtyan | ringen    | n.v.t.       | n.v.t.       | 14,733       | n.v.t.       | n.v.t.       | n.v.t.       | n.v.t.       | 7 Q          | n.v.t.  | n.v.t.  | 14,866  | n.v.t.  | n.v.t.  | n.v.t.  | n.v.t. | 6       |

### Schietsport
Vrouwen
| atlete            | onderdeel         | kwalificaties | kwalificaties | finale         | finale         |
| atlete            | onderdeel         | punten        | rang          | punten         | rang           |
| ----------------- | ----------------- | ------------- | ------------- | -------------- | -------------- |
| Elmira Karapetyan | 10 m luchtpistool | 576           | 9             | niet geplaatst | niet geplaatst |

### Worstelen

#### Grieks-Romeinse stijl
Mannen
| atleet           | onderdeel | eerste ronde         | kwartfinale            | halve finale         | herkansing           | finale / BM           | finale / BM |
| atleet           | onderdeel | tegenstander uitslag | tegenstander uitslag   | tegenstander uitslag | tegenstander uitslag | tegenstander uitslag  | rang        |
| ---------------- | --------- | -------------------- | ---------------------- | -------------------- | -------------------- | --------------------- | ----------- |
| Slavik Galstyan  | −67 kg    | Montaño W 3 - 2PP    | Sylla W 3 - 2PP        | Esmaeli V 4 - 10PP   | bye                  | Orta V 4 - 10PP       | 5           |
| Malkhas Amoyan   | −77 kg    | Sarkkinen W 8 - 0ST  | Kavianinejad W 3 - 0PO | Kusaka V 1 - 3PP     | bye                  | Vardanyan W 6 - 5PP   | Brons       |
| Artur Aleksanjan | −97 kg    | Kim S-j W 9 - 0ST    | Assakalov W 9 - 5PP    | Rosillo W 5 - 3PP    | bye                  | Hadi Saravi V 1 - 4PP | Zilver      |

#### Vrije stijl
Mannen
| atlete            | onderdeel | eerste ronde             | kwartfinale           | halve finale         | herkansing           | finale / BM          | finale / BM |
| atlete            | onderdeel | tegenstander uitslag     | tegenstander uitslag  | tegenstander uitslag | tegenstander uitslag | tegenstander uitslag | rang        |
| ----------------- | --------- | ------------------------ | --------------------- | -------------------- | -------------------- | -------------------- | ----------- |
| Arsen Harutyunyan | −57 kg    | Bravo-Young W 13 - 3SP   | Abdullaev V 5 - 12PP  | niet geplaatst       | niet geplaatst       | niet geplaatst       | 7           |
| Vazgen Tevanyan   | −65 kg    | Dzebisashvili W 11 - 0SP | Tömör-Ochiryn V 5 - 7 | niet geplaatst       | niet geplaatst       | niet geplaatst       | 7           |

### Zwemmen
Mannen
| atleet           | onderdeel        | series | series | halve finale   | halve finale   | finale         | finale         |
| atleet           | onderdeel        | tijd   | rang   | tijd           | rang           | tijd           | rang           |
| ---------------- | ---------------- | ------ | ------ | -------------- | -------------- | -------------- | -------------- |
| Artur Barseghyan | 100 m vrije slag | 51,54  | 56     | niet geplaatst | niet geplaatst | niet geplaatst | niet geplaatst |

Vrouwen
| atlete               | onderdeel         | series  | series | halve finale   | halve finale   | finale         | finale         |
| atlete               | onderdeel         | tijd    | rang   | tijd           | rang           | tijd           | rang           |
| -------------------- | ----------------- | ------- | ------ | -------------- | -------------- | -------------- | -------------- |
| Varsenik Manucharyan | 100 m vlinderslag | 1.01,24 | 26     | niet geplaatst | niet geplaatst | niet geplaatst | niet geplaatst |